# Terminator II (film 1990)
Terminator II (znany także jako Shocking Dark, Alienators lub Contaminator) – włoski film fantastycznonaukowy z 1990 roku w reżyserii Brunona Mattei’ego. Wbrew tytułowi, nie jest to sequel filmu Terminator (1984) Jamesa Camerona ani część serii Terminator.

## Obsada
- Cristopher Ahrens – Samuel Fuller
- Haven Tyler – Sara
- Geretta Giancarlo – Koster
- Tony Lombardi – porucznik Franzini
- Mark Steinborn – komandor Dalton Bond
- Dominica Coulson – Samantha
- Mark Zielinski – Stephano
- Clive Ricke – Drake
- Paul Norman Allen – Kowalsky
- Cortland Reilly – Caine
- Richard Ross – Price
- Bruce McFarland – Parson
- Al McFarland – Raphelson